# Malíkovice
Malíkovice (Duits: Malkowitz), in de volksmond Malkovice, is een Tsjechische gemeente in de regio Midden-Bohemen en maakt deel uit van het district Kladno. Het dorp ligt op 8 km afstand van Slaný.
Malíkovice telt 386 inwoners (2023).

## Geografie
De gemeente bestaat uit de volgende plaatsen:
- Malíkovice;
- Čanovice;
- Hvězda.

## Geschiedenis
De eerste schriftelijke vermelding van het dorp dateert van 1349.
Sinds 1960 is Malíkovice een zelfstandige gemeente binnen het district Kladno.

## Gemeentewapen
Op 25 april 2018 keurde de Commissie Wetenschap, Onderwijs, Cultuur, Jeugd en Sport het gemeentewapen en de -vlag goed. Het wapen en de vlag werden op 3 mei 2018 officieel toegekend door de voorzitter van de Kamer van Afgevaardigden.

## Verkeer en vervoer

### Autowegen
Er loopt een regionale weg door het Malíkovice. Hvězda, op 1 km afstand, wordt doorkruist door weg I/16 en verbindt het dorp met Řevničov enerzijds en Slaný anderzijds.

### Spoorlijnen
Er is geen spoorlijn of station in de gemeente. Het dichtstbijzijnde station is Slaný, op 7 km afstand. Dat station is gelegen aan spoorlijn 110 Kralupy nad Vltavou - Louny.

### Buslijnen
Malíkovice wordt bediend door drie buslijnen: 580, 586 en 587.

## Bezienswaardigheden
- Overblijfselen van een kasteel op het erf van huis 13 - twee renaissanceportalen uit de jaren 1690 zijn bewaard gebleven.
- Kapel met klokkentoren in Hvězda.
- Voormalige pastorie op nummer 18
- Natuurpark Červené dolíky, twee kilometer buiten het dorp.
- Allerheiligenkerk, een gotisch gebouw met één schip uit 1384. Het schip werd in 1826 vergroot en de sacristie werd aan de noordkant herbouwd naar het koor.

## Galerĳ

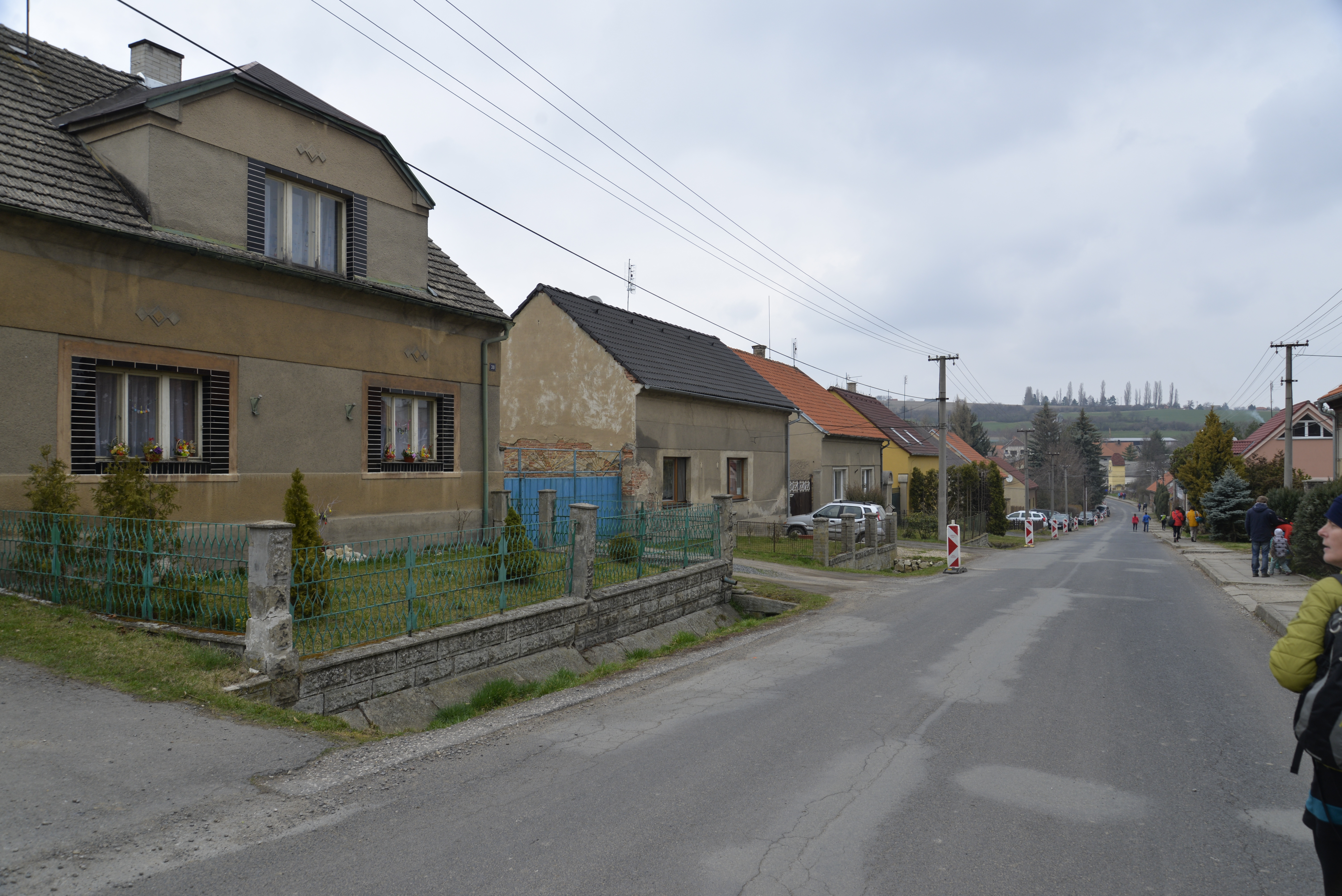
Hoofdstraat
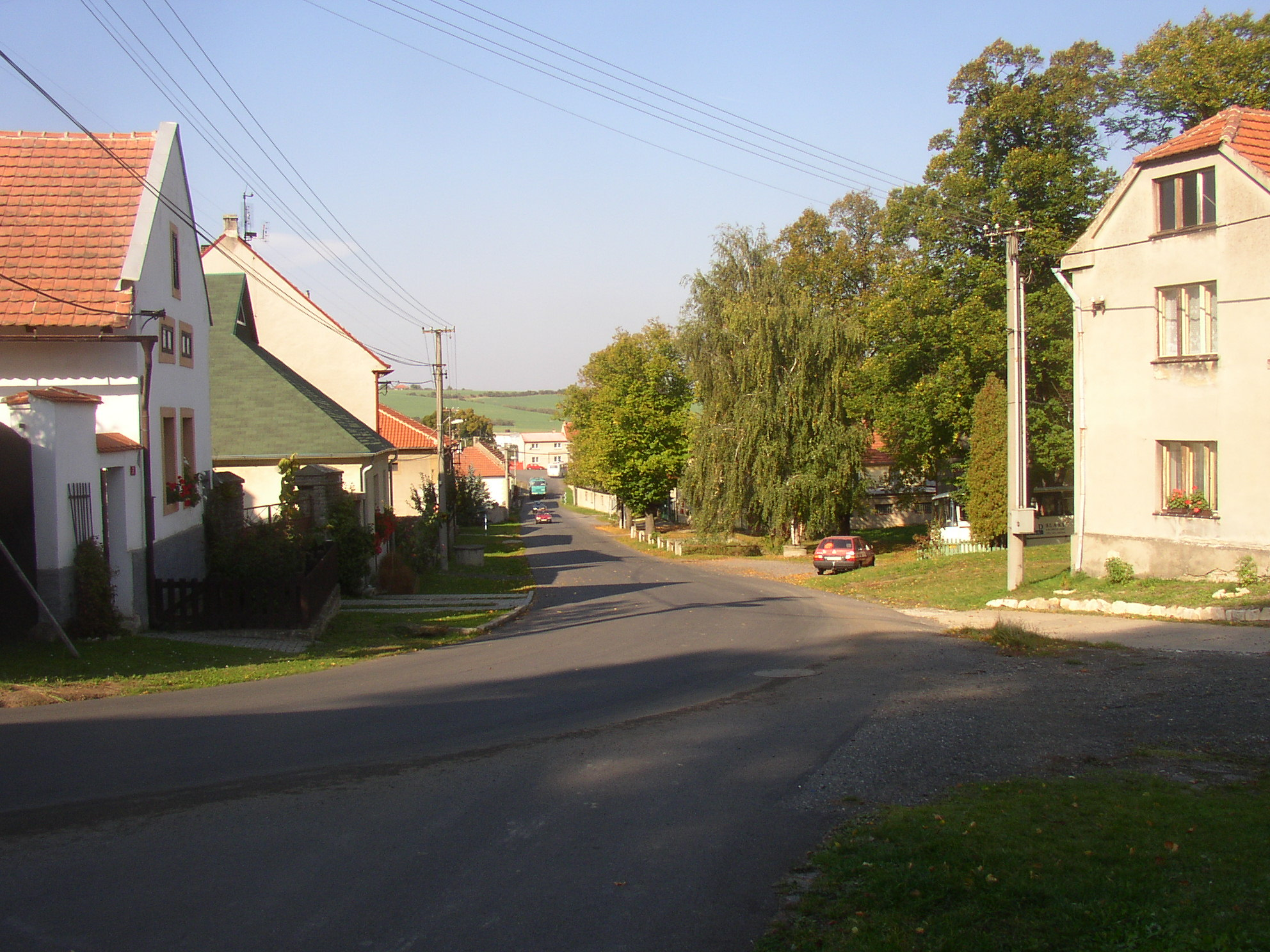
Nabij de kerk
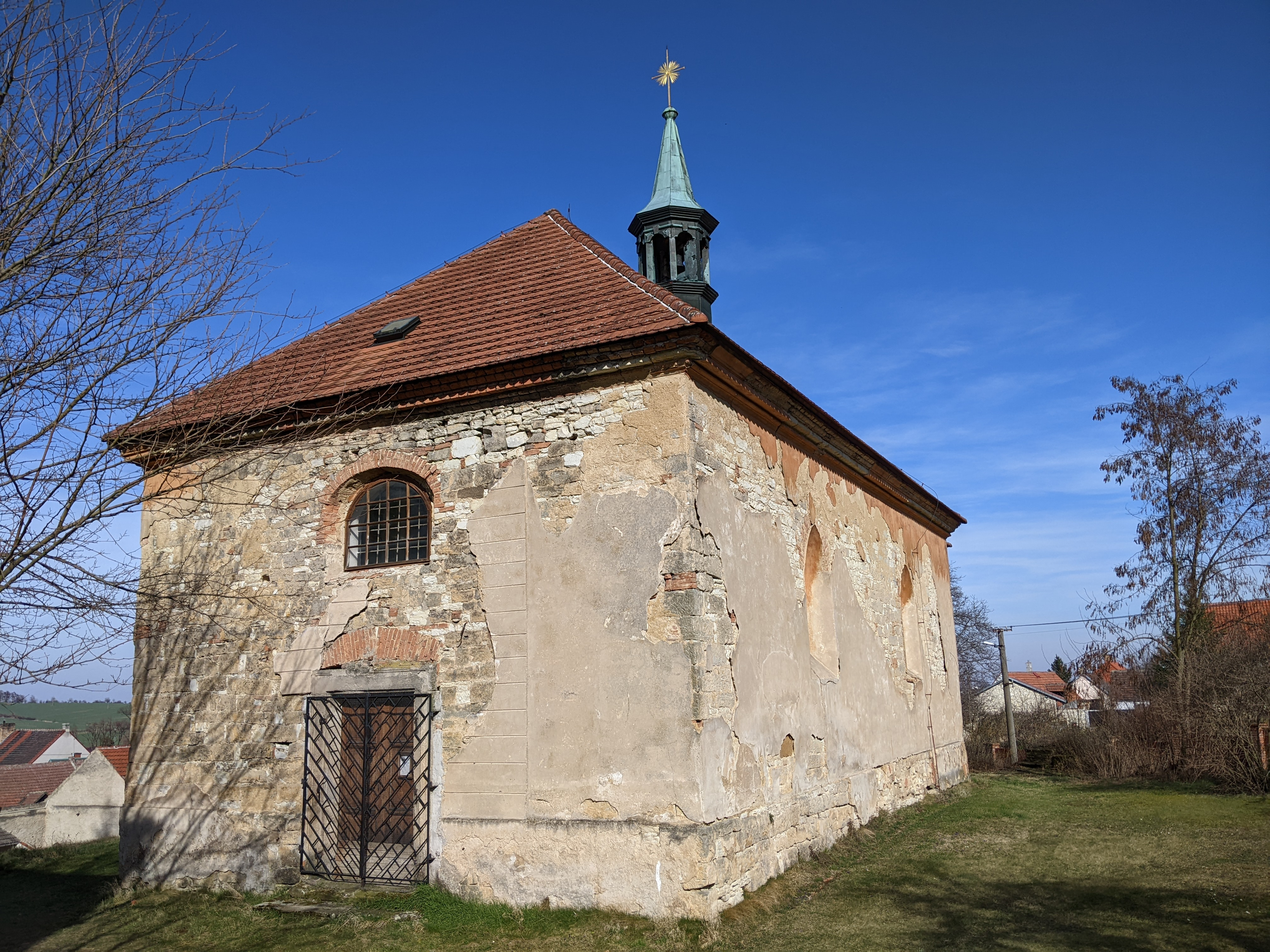
Allerheiligenkerk (2023)
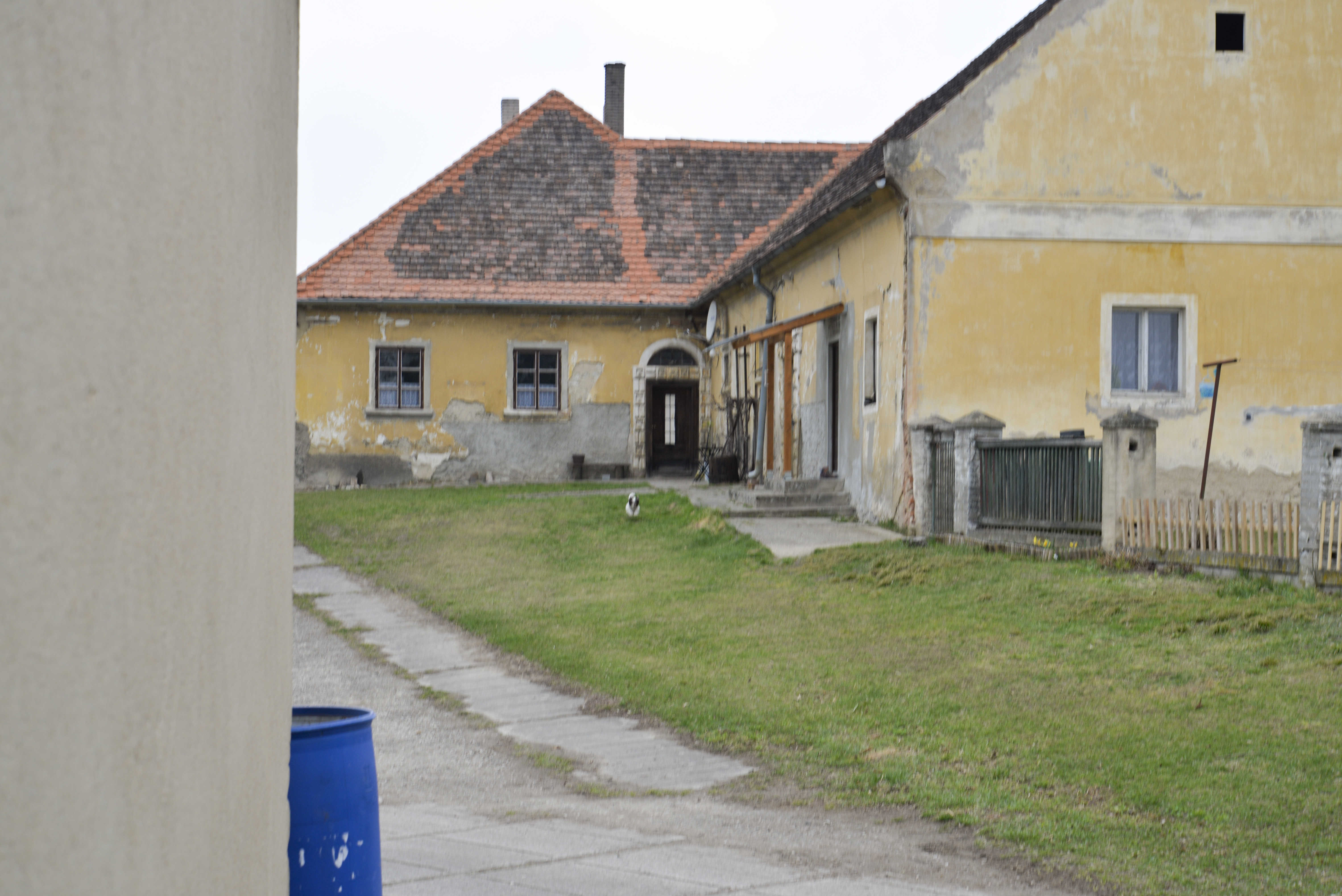
Locatie van voormalig kasteel (huis 13)
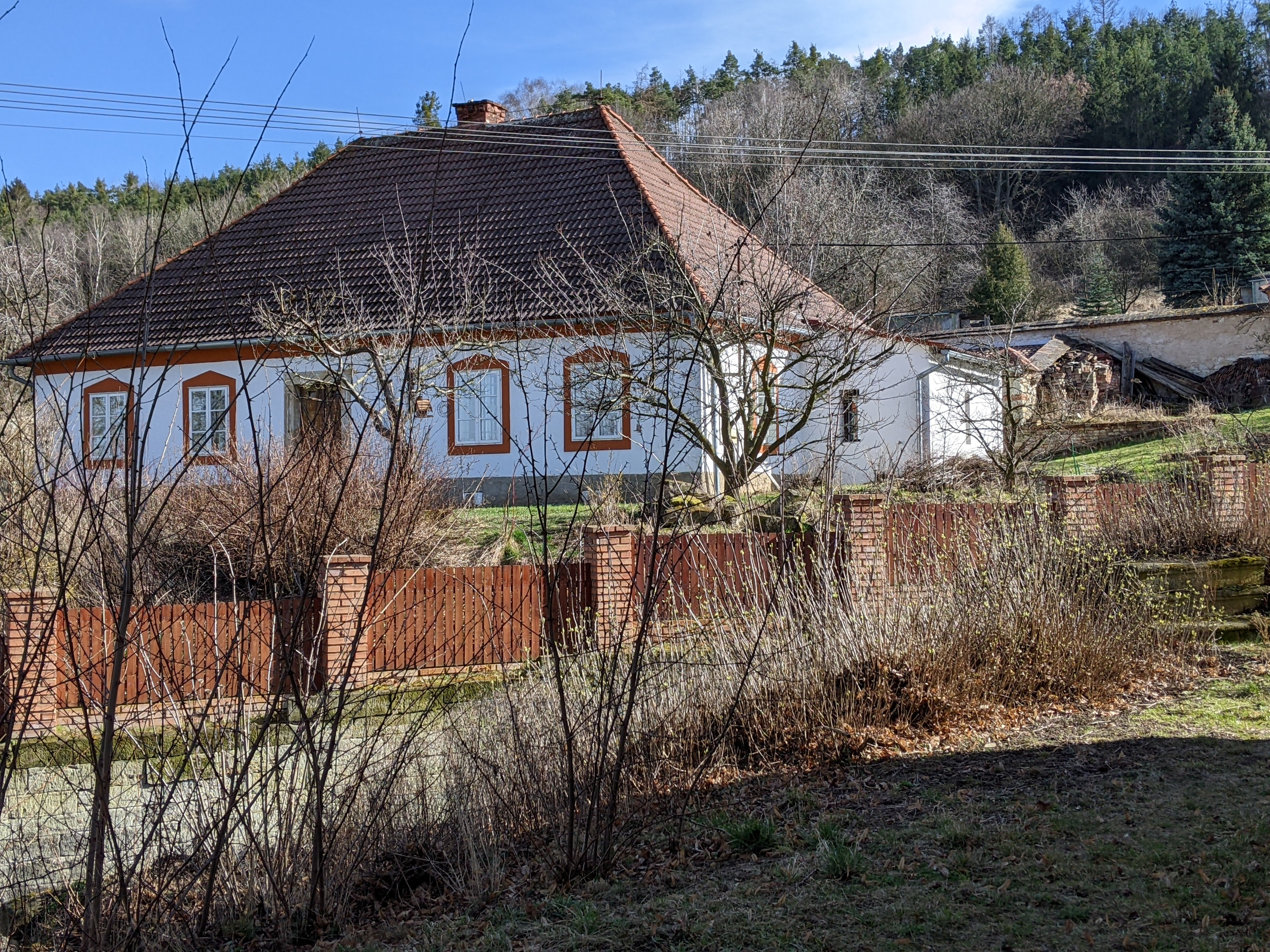
Voormalige pastorie
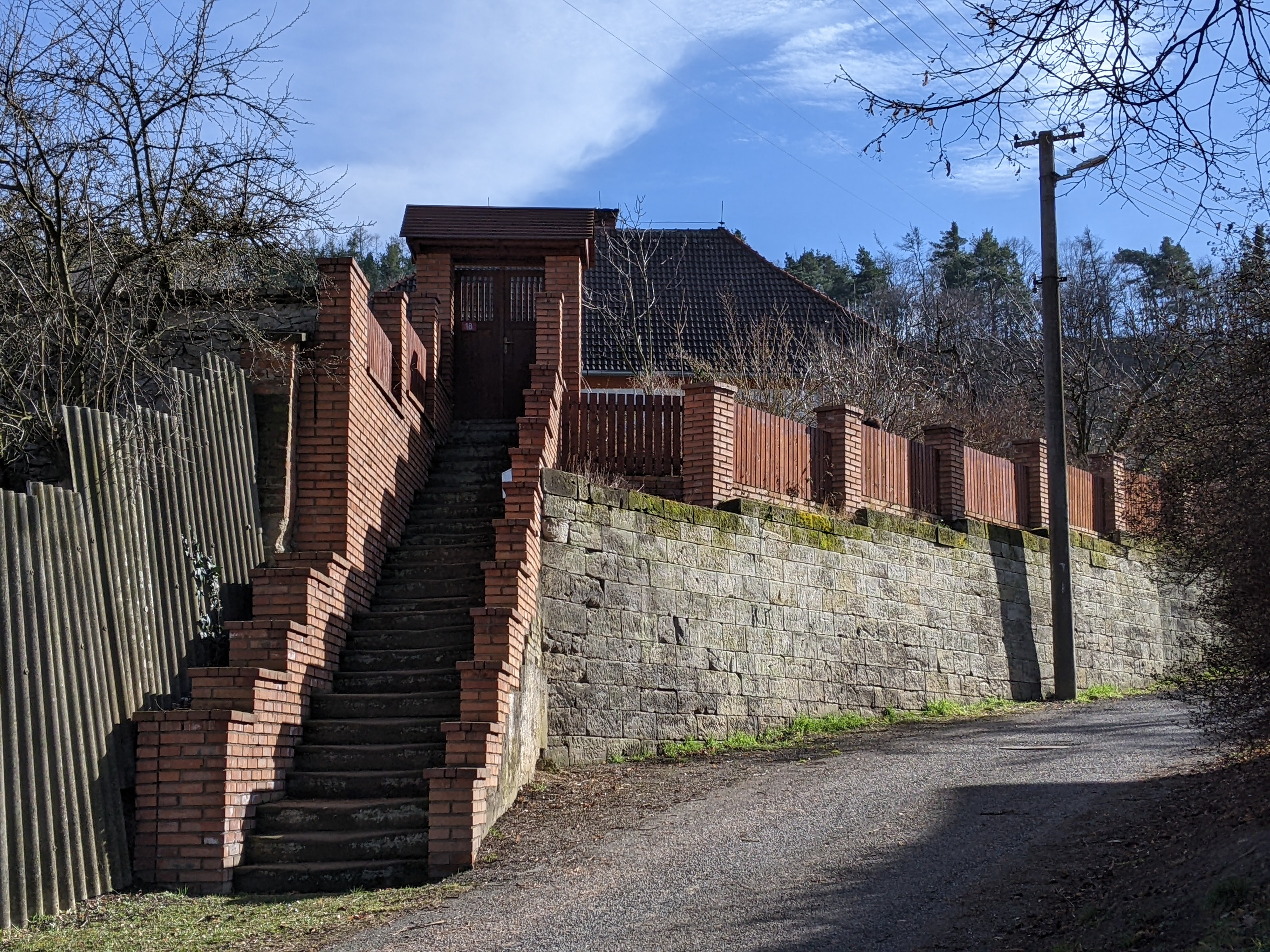
Toegang tot voormalige pastorie